# Сенси Пирл
Сенси Пирл (англ. Sensi Pearl, 13 декабря 1988 года, Лос-Анджелес, Калифорния, США; настоящее имя — Кэсси Нельсон (англ. Cassie Nelson)) — американская порноактриса, модель.

## Биография
Сенси Пирл (настоящее имя Кэсси Нельсон) родилась 13 декабря 1988 года в Лос-Анджелесe, штат Калифорния, США. Карьеру порноактрисы начала 19 марта 2011 года. В этом же году была названа Heart-On Girl XRCO Awards . В 2013 году была номинирована AVN Award в категории Best Girl/Girl Sex Scene. Завершила карьеру порноактрисы 10 августа 2013 года.

## Премии и номинации
- 2013 AVN Award nominee — лучшая лесбийская сцена — Poor Little Shyla 2 (с Шайлой Дженнингс)[3]

## Фильмография
- Читай и рыдай, 2006
- Классный мюзикл, 2006
- Классный мюзикл: Каникулы, 2007
- Cherry, 2012